# Log4j

log4j este o bibliotecă Java folosită pentru logarea de mesaje în aplicații. Ea a fost scrisă de Ceki Gülcü, dar acum este un proiect ce aparține de Apache Software Foundation.
Log4j suportă publicarea de mesaje pe mai multe nivele:
- TRACE
- DEBUG
- INFO
- WARN
- ERROR